# ひなた里桜
ひなた 里桜（ひなた りお、1986年3月3日 - ）は、日本の元ストリッパー・元AV女優。
青森県出身。血液型:O型。身長:148cm。スリーサイズ:B83(D)・W58・H81。

## 略歴
2005年6月22日にストリッパー（東洋ショー劇場所属）としてデビュー。
同年8月にはSODクリエイト専属女優としてAVデビューしたが、出演作は『おまん』3部作のみである。
現在は、ストリップもAVも引退している。

## 出演作品

### アダルトビデオ
- 夜の連続DVD小説 おまん [第一話]　（2005年8月4日、SODクリエイト）
- 夜の連続DVD小説 おまん [第二話]　（2005年9月8日、SODクリエイト）
- 夜の連続DVD小説 おまん [最終話]　（2005年10月6日、SODクリエイト）